# Romelanda kyrka
Romelanda kyrka är en kyrkobyggnad i Romelanda i Kungälvs kommun. Den tillhör Romelanda församling i Göteborgs stift.

## Yttre byggnadsbeskrivning
Romelanda kyrka är en enskeppig långhuskyrka (salkyrka). Kyrkan har också ett västtorn byggt i trä.

### Långhus, kor och sakristia
Långhuset har ett förhållandevis högt sadeltak belagt med tegelpannor. Fasadernas murar är vita och spritputsade, utan synlig sockel (grundmur), som på vissa andra äldre byggnader. Under takfoten finns en större profilerad taklist av trä.
I långhusets sydvästra hörn finns en delvis inmurad stor sten som ser ut som en sockelsten med trekantig form. Det kan vara ett inmurat kistlock från 1100-talet.
Koret har samma bredd som kyrkan i övrigt och avslutas tresidigt, det vill säga med tre väggar i vinkel. Sakristian finns på korets norra sida. Den byggdes till 1977 och har en genomarbetad inredning från det året.

### Tornet och vapenhuset
Tornet i väster är en stolpverkskonstruktion av trä, beklädd med stående vitmålad locklistpanel, och avslutas med en något smalare indragen klockvåning (en större lanternin) högst upp, med ett mindre takfall nedanför.
Denna övre del har avfasade hörn (är alltså åttkantig), är belagd med liggande träpanel, likaledes vitmålad och har högst upp ett pyramidliknande tak beklätt med koppar med ett förgyllt kors högst upp. Det är bara denna del som når ovanför långhusets höga taknock. Ljudöppningarna i dess väggar är fyrkantiga och rektangulära med brunmålade träluckor.
Vapenhuset finns i tornets bottenvåning, med golv av skifferplattor, och med vitmålade panelväggar och vitmålat trätak. Väggarnas panel är från 1700-talet, och den målade texten på dem omtalar bland annat byggnads- och målningsarbeten 1772 respektive 1778 (se nedan). Biutrymmen är inrymda under torntrappan på sydsidan, med panelklädda väggar från 1977. På ytterdörrens insida finns ett större lås av äldre typ. Dörren är dock av senare datum.

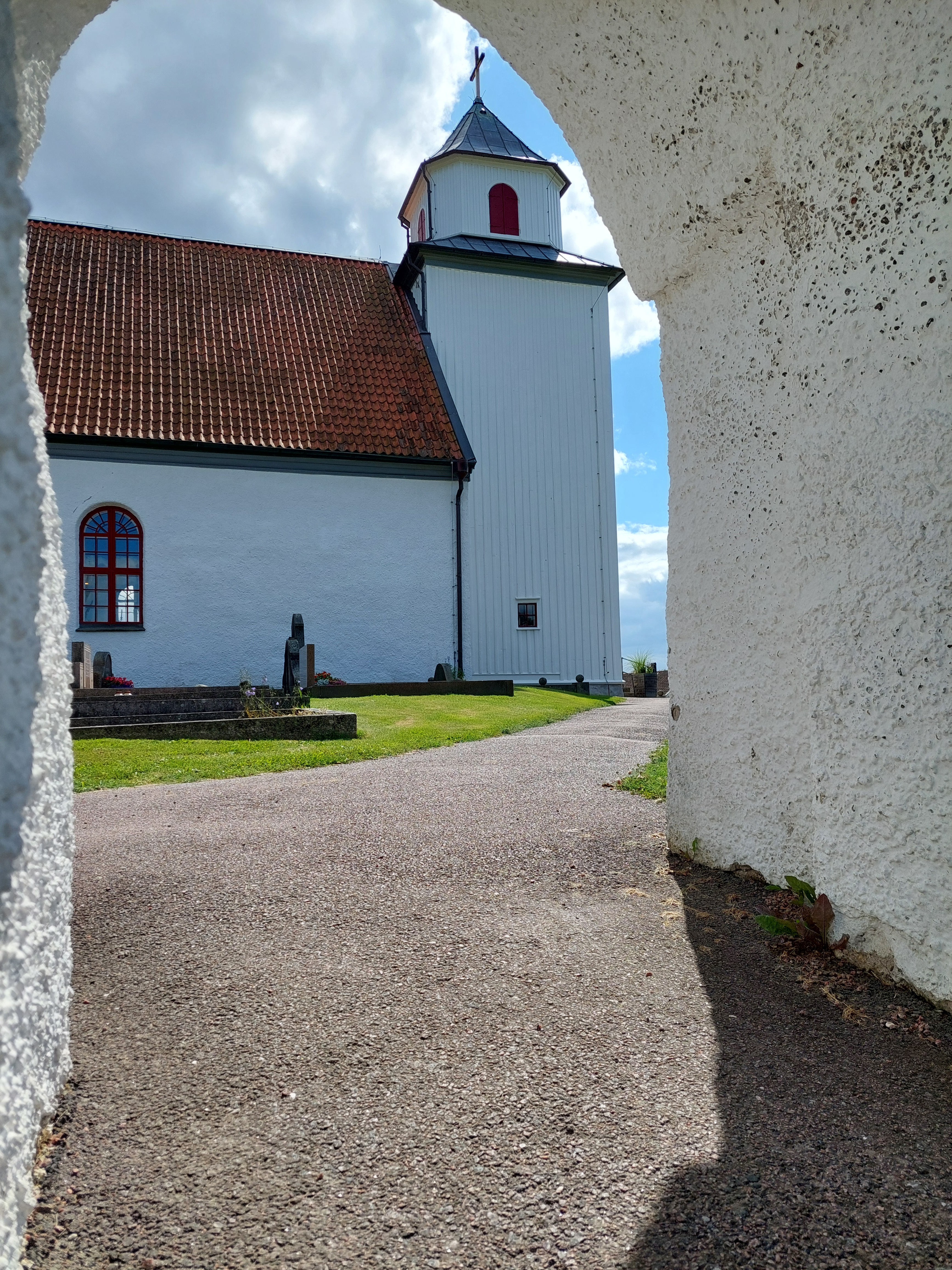

### Dörringångar och fönster
Huvudingången är i väster genom tornets bottenvåning som fungerar som vapenhus. En tresidig trappa av kalksten med smitt järnräcke i mitten leder upp till en rektangulär kyrkport. Dörrarna där har en fernissad panel med profilerat diagonalställt mönster från 1955. På korets sydsida finns också en dubbel brunmålad trädörr i en rundbågig muröppning med ett halvrunt överljusfönster. Dörrarna där är äldre plankdörrar klädda med modernare stående panel.
Fönstren är rundbågiga med spröjsade träfönster, målade i brunt utvändigt och i vitt invändigt. De övre delarna under innerbågarna saknar spröjsning, eftersom de är yngre än ytterbågarna, som däremot har spröjsning. Solbänkarna under fönstrens utsida är av sten.
Ingången från vapenhuset in till långhuset är genom en dubbel spegeldörr ("speglar" är stiliserade snidade fördjupningar i dörren), målad i grågrönt med marmoreringar i speglarna. Troligen är den från 1955, då dörröppningen breddades något. Ytterligare en ingång finns på korets sydsida, med innerdörrar med samma utseende som nyss nämnda västra innerdörren, dock av äldre datum, troligen från 1858.

## Interiör
Kyrkorummet karaktäriseras av den barocktida inredningen (predikstol och altartavla) och av takmålningarna, som täcker hela trätaket i tunnvalvet. Ingenting markerar övergången från långhus till kor, golvet är på samma nivå och består av samma material. Dopfunten står på nordsidan i koret, vid predikstolen där en dopplats har arrangerats genom ett enkelt dopaltare. Läktarunderbyggnad saknas i kyrkan, men de bakersta bänkarna är borttagna sedan 1980-talet. Ungefär samtidigt arrangerades ett samlingsrum (barnrum) i tornet ovanför vapenhuset.
Golvet är belagt med kalkstensplattor i mittgång och kor, och är av fernissat trä i bänkkvarteren. Väggarna är slätputsade och avfärgade i vitt.

### Dekorationsmålningar

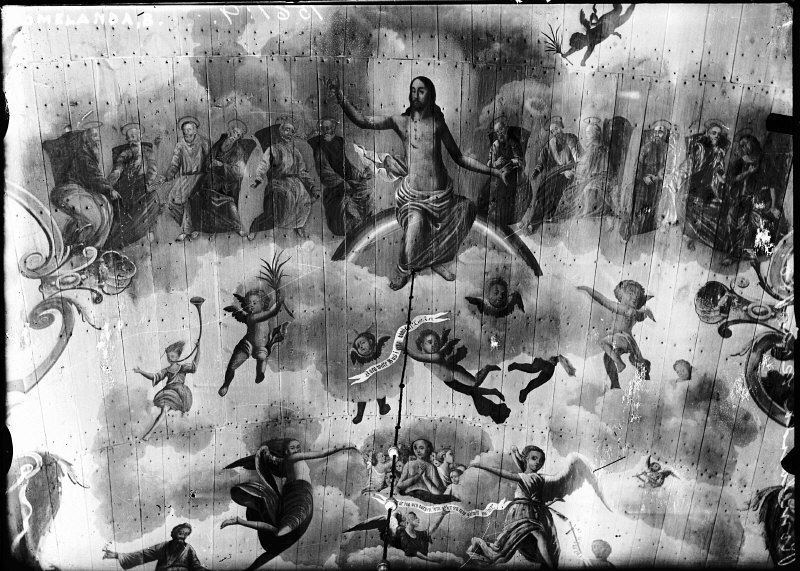
Detalj av takmålningen.

Taket är ett välvt brädklätt innertak, i form av ett tunnvalv, vilket är av valmat i koret. Det är helt täckt med ganska mörka målningar, med molnformationer och figurgrupper mot en blå himmel. En kraftig, profilerad taklist marmorerad i brunt bildar övergång mellan vägg och tak. Över koret avbildas Treenigheten, över långhuset yttersta domen och över läktaren (ovanför orgelhuset) finns en helvetesframställning. Vid taklisten finns dessutom ett antal scener ur Mose liv. Målningarna är utförda av Lars Holm 1743 och de förblev oförändrade fram till bättringsmålningar i delar av taket som utfördes 1882. Vid en renovering 1905 målades ny blå himmelsfärg och även bårdens röda bakgrundsfärg förnyades. Treenighetsmotivet i kortakets mitt målades 1905 av Martin Bernhard Wallström, som därmed täckte Holms målning. Hela takbemålningen, med Wallströms tillägg, konserverades 1955 av Thorbjörn Engblad.
Läktaren i väster buren av fyrkantiga pelare, marmorerade i grönt. Läktarbarriären är indelad i spegelfält, marmorerade i gråblått. Ramverket är målat i grön lasering med grå och rödbruna lister. På läktaren finns vidare ett framskjutande mittparti med rundade hörn. Läktaren är bygd 1858, mittpartiet ombyggt 1882 när kyrkans första orgel installerades.

## Inredning

### Altaret

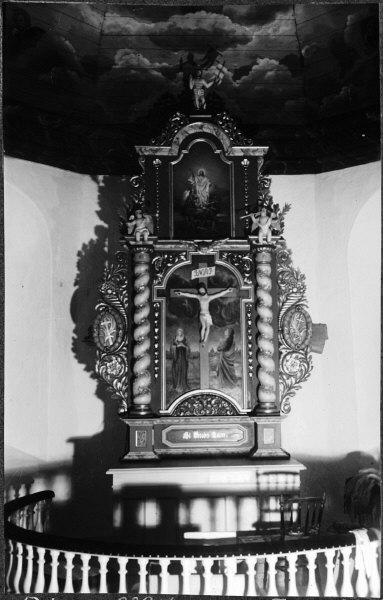
Altaret.

Altaret är ett fristående träaltare (altarbord) från 1905, målat i gråbeige färg. Sidorna är indelade i spegelfält. Altaruppsatsen är av snidat, målat och förgyllt trä. Det föreställer jungfru Maria och Johannes Döparen vid foten av Kristus på korset. Kristusbilden och korset är ett krucifix som sitter fast i målningen.
Altarmålningen flankeras av spiralvridna kolonner, på vilka står lurblåsande änglar, och på sidorna snidade vingar med akantus- och lagerblad med mera. I altartavlans överdel finns en något mindre målning gjord i trä, föreställande Kristi uppståndelse. Den är omgiven av ett ramverk med förgyllda dekorationer, och kröns av en Kristusskulptur med segerfana. Altaruppsatsen är ursprungligen ett barockarbete från 1700-talet, men i sin nuvarande form sammanställd av äldre delar och målad av M.B. Wallström 1905.
Framför altaret finns en nästan helt cirkulär altarring från 1858, öppen mot altaret till, med svarvade balusterdockor, också målade i gråbeige färg. Överliggare och knäfall är klädda med rött tyg. Möjligen är den något ombyggd 1955.

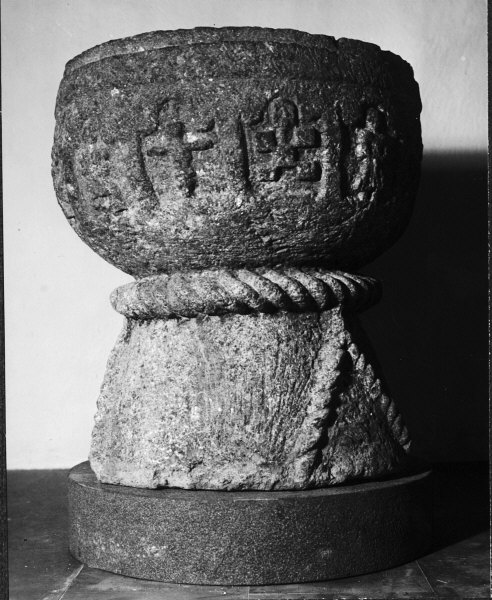
Dopfunten.

### Dopfunten
Dopfunten är av gnejs, huggen i ett stycke och är medeltida från 1200-talets förra hälft. Den har en rund skål (cuppa), med reliefdekor i försänkta arkadbågar med slätt platt band utmed överkanten och är placerad på korets sydsida. En kraftig vulst i form av repstav skiljer fot och skål, och liknande repstavsornament finns nere på foten. Funten saknar uttömningshål vilket kan tyda på att den är tillverkad efter 1250. Den restaurerades 1955 av konservator Thorbjörn Engblad från Alingsås, och är placerad på en sockel av sten.

### Predikstolen

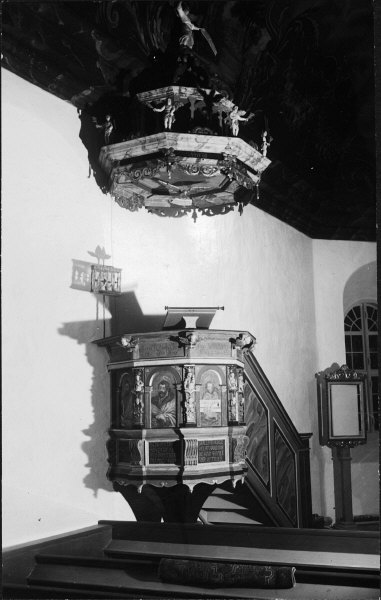
Predikstolen.

Predikstolen står vid nordväggen och består av en så kallad korg, trappa med barriär och ljudtak. Det är ett snidat, målat och förgyllt snickeriarbete från 1627 av Svend Snedker, från Marstrand. Predikstolens korg är åttkantig, utförd av ek i barock, med evangelistmålningar i arkadbågar på sidorna. Under dessa finns rektangulära fält med bibelverser. I hörnen finns hermpilastrar (delvis i form av kvinnofigurer), placerade på konsoler. Pilastrarna framställer fyra av dygderna: Tro, kärlek, rättvisa och hopp. Även ovanför evangelistbilderna finns bibelspråk, och mellan dessa konsoler i form av änglahuvuden, vilka bär upp korgens överkants list.
Ljudtaket av furu är sannolikt ombyggt under tidigt 1700-tal, kanske 1706. Det har en marmorerad profilerad nederkantslist med förgyllda ornament under. Ovanför detta genombrutet krön i två våningar, som i sin form efterbildar en lanternin och med voluter och en lurblåsande ängel i toppen. Lanterninen är runt nederdelen omgiven av änglafigurer. Den restaurerades senast 1955 av Thorbjörn Engblad.
Trappbarriären upp till korgen är modernare, troligen från 1905 och har dekorativ marmorerad fältindelning. Både predikstol och ljudtak har flera gånger byggts om, målats om och konserverats.

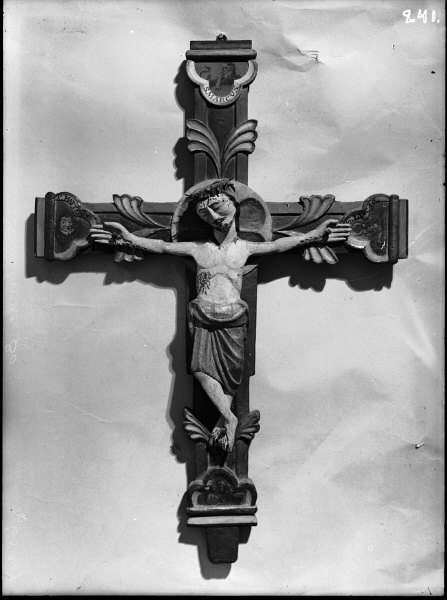
Triumfkrucifixet.

### Triumfkrucifix
Ett tidigare triumfkrucifix är idag anbragt på den södra långhusväggen. Triumfbågen togs troligen bort i samband med 1706 års stora ombyggnad. Krucifixet är från början av 1300-talet och skuret i ek, troligen av en lokal konstnär. Utförandet är i norsk stil med klöverbladsform, som avslutas med en ribba. Det har stora likheter med krucifixet i Öckerö gamla kyrka.

### Bänkinredning och nummertavlor
Bänkinredningen är öppen (utan dörrar) och är ordnade i två kvarter i söder och norr. Bänkgavlarna är rektangulära, målade i grågrönt och har utanpåliggande blåmarmorerade speglar med rundad överkant. Bänkskärmarna mot koret har kvadratiska speglar, och är målade likt bänkgavlarna. Innanmätet i bänkarna målat i rödbrun lasering. Bänkinredningen ursprungligen från 1858, men kraftigt ombyggd 1905 och 1955.
Nummertavlorna är från 1905 och är två fristående tavlor, ett par på var sin fot, och finns i koret. Siffertavlorna är vita med målade och förgyllda ramar och dekorerade med vegetativa ornament i lågrelief.

### Orgel
Kyrkorgeln tillverkades och levererades ursprungligen år 1882 av orgelföretaget Salomon Molander. Orgelhuset är från omkring samma år och har en tredelad fasad i nyklassicistisk, dekorerad med förgyllda ornament. Den är målad i enlighet med övrig inredning. År 1954 byggdes orgeln om av O. Hammarberg, som även kompletterade verket 1977. Orgeln är pneumatisk.

### Klockor
Storklockan är gjuten 1567 i Wismar. Den kan ha kommit till kyrkan på 1650-talet från Bergums kyrka på grund av de svensk-norska krigen. Lillklockan göts 1980 av Bergholtz klockgjuteri i Sigtuna.

## Historia

### Medeltida ursprung
Kyrkan uppfördes under medeltiden, sannolikt under 1100-talets andra hälft, uppskattningsvis under åren 1150-1200 och 1200-1229. Under de senare åren tillkom delvis långhuset. Den var ursprungligen en romansk kyrka av sten med rektangulärt långhus och smalare kor med okänd avslutning mot öster. Dopfunten har kommit till kyrkan under 1200-talets början.

### Ändringar, tillbyggnader och renoveringar från 1626 till 1955
Större fönster togs upp 1626-1627, samtidigt som murarna rappades. Trätornet uppfördes på 1670- eller 1680-talet och färdigställdes 1685. Eventuellt påbörjades det i samband med ett underhållsarbete omkring år 1672-1673, då kyrkan också målades.
1706 byggdes kyrkan ut mot öster och murarna höjdes med 1 meter till nuvarande längd och höjd. Ett välvt tunnvalv ersatte det äldre innertaket, och samtidigt lades nytt yttertak. Fönstren förstorades ytterligare, och en stor del av inredningen förnyades. 1723 målades tornet rött, liksom åren 1778 och 1822. 1864 målades tornet istället med vit färg. 1778 reparerades dessutom tornet (förutom den utförda målningen) av hantverkaren och målaren Anders Wikström. 1728 lagades putsen av hantverkaren och muraren Anders Pihl och samma år lades taket om. 1837 och 1842 reparerades yttertaket ytterligare. De invändiga takmålningarna tillkom 1743 och utfördes av Lars Holm, från Göteborg.
1858 genomfördes en större genomgripande reparation och renovering av byggmästare C J Pettersson och hantverkaren och målaren C J Bohlin, bägge från Gamla Lödöse, då kyrkan hade kommit i mycket dåligt skick. Stora delar av träinredningen (golv, bänkar, läktare, altarring, etc.) nytillverkades vid denna renovering. Äldre gravar flyttades ut till kyrkogården. Den huvudsakliga karaktären förändrades dock inte. 1882 fick kyrkan sin första orgel.
1905 skedde en invändig renovering som gav kyrkorummet en annorlunda färgsättning med mera. Bland annat ändrades altaruppsatsen (se ovan). I likhet med flera andra kyrkor, som genomgick renoveringar vid denna tid, introducerades delvis vid renoveringen av den något äldre takmålningen det då vanliga dekorativa måleriet med schabloner och fältindelningar. Dessutom fick kyrkan ett nytt golv i mittgång och kor av keramikplattor, så kallade viktoriaplattor liksom ny invändig puts, bänkarna ändrades etc. Vid renoveringen gjordes även den medeltida dopfunten om, cuppan fylldes med cement (!) och dopfunten målades grå.
1955 skedde den renovering som gav kyrkan dess nuvarande utseende, då bland annat övermålningar från flera tidigare reparationer avlägsnades (bland annat den från 1905). Samtidigt lades ett nytt kalkstensgolv som ersatte golvet från 1905, vidare konserverades av takmålningarna, liksom predikstol, altaruppsats, dopfunt och epitafier med mera. När det gäller den äldre träinredningen byttes bänkarna från 1905 ut eller byggdes om, och kyrkans 1700- och tidiga 1800-talskaraktär återskapades delvis med dessa ändringar. Arkitekt var Sigfrid Ericson.

### Senare ändringar och renoveringar
1973 lades taket om igen. 1975-1980 byggdes sakristian till på av arkitekt Arne Nygård och 1975 byggdes och inreddes biutrymmen i vapenhuset i tornet.
1981-1982 konserverades återigen predikstol, altaruppsats, epitafier, bänkdörrar och ytterligare äldre träinredning (läktare med mera) av konservatorn Karl Gutjahr. 1982 omputsades också långhuset och delar av tornets panel byttes ut. 1987 byggdes ett samlingsrum i tornets första våning (över vapenhuset) och vissa bänkar togs bort längst bak i kyrkan under läktaren i väster. Samtidigt genomfördes underhålls- och målningsarbeten av torn och inne i vapenhuset. Målningen av tornet förbättrades av Eskil Johansson från Kode.
2008 revs sakristian på grund av sättningar och en ny större uppfördes. 2010 byggdes barnrummet i tornet om och blev större med en liten läshörna för barnen ovanför trappan.
Kyrkan fick sitt nuvarande utseende vid en omfattande renovering år 2013. Takmålningarna tvättades och restaurerades och ett nytt trägolv lades in. Kyrkbänkarna byttes ut mot stolar och altarringen delades i tre och försågs med hjul. Dessa ändringar syftade till att underlätta ommöblering vid konserter, musikaler och specialgudstjänster. Altaret separerades från altaruppsatsen för att prästen ska kunna leda nattvardsliturgin vänd mot församlingen, s.k. versus populum. Exteriört putsades och kalkades fasaden och fönster och dörrar målades om.